# Séneujols
Séneujols település Franciaországban, Haute-Loire megyében. Lakosainak száma 301 fő (2022. január 1.). Séneujols Bains, Cayres, Saint-Christophe-sur-Dolaizon és Saint-Jean-Lachalm községekkel határos.

## Népesség
A település népessége az elmúlt években az alábbi módon változott:
| Lakosok száma | 366  | 255  | 238  | 290  | 312  | 315  | 310  | 299  | 300  | 301  |
|               | 1968 | 1982 | 1990 | 2006 | 2013 | 2015 | 2017 | 2019 | 2020 | 2022 |